# Бургебюс
Бургебю́с (фр. Bourguébus) — коммуна во Франции, находится в регионе Нижняя Нормандия. Департамент коммуны — Кальвадос. Входит в состав кантона Бургебюс. Округ коммуны — Кан.
Код INSEE коммуны — 14092.

## Население
Население коммуны на 2010 год составляло 1414 человек.
| 1962 | 1968 | 1975 | 1982 | 1990 | 1999 | 2010 |
| ---- | ---- | ---- | ---- | ---- | ---- | ---- |
| 304  | 342  | 616  | 650  | 663  | 1074 | 1414 |

## Экономика
В 2010 году среди 936 человек трудоспособного возраста (15—64 лет) 718 были экономически активными, 218 — неактивными (показатель активности — 76,7 %, в 1999 году было 77,2 %). Из 718 активных жителей работали 655 человек (345 мужчин и 310 женщин), безработных было 63 (29 мужчин и 34 женщины). Среди 218 неактивных 108 человек были учениками или студентами, 67 — пенсионерами, 43 были неактивными по другим причинам.